# Mezzo TV
A Mezzo (kiejtve: „Meddzo”) egy komolyzenét és dzsesszt sugárzó, francia tematikus kereskedelmi tévécsatorna. Műsorkínálatában megtalálhatók az opera, a kamarazene, jazz, blues és a balett- és koncertközvetítések. 1992-ben indult el Franciaországban France Supervision néven, amely Mezzoként több mint 11 millió háztartásban fogható, világszerte 37 országban. Magyarországon 1998-ban jelent meg a csatorna egyik elődje, a Muzzik.

## Története
A France Télévisions (francia közszolgálati televízió) 1992-ben indította el a France Supervision televíziót, a Mezzo elődjét. A France Supervision nem volt igazi komolyzenei adó, műsorkínálatának egyharmadát a sport tette ki. 1998-ban a csatorna megszűnt, és a France Télévisions elindította a Mezzót. A csatorna akkoriban klasszikus zenét és operát közvetített. 
1996-ban a Lagardère Group elindította hasonló témájú adóját, a Muzzikot. 2002. április 12-én a Muzzik beolvadt a Mezzóba, ekkor került a csatorna kínálatába a jazz. 2010. április 7-én elindult testvéradója, a Mezzo Live HD.
2019. július 17-én tulajdonosváltás történt, a Les Échos-Le Parisien csoport és a Canal+ csoport megvásárolta az addigi tulajdonosoktól a csatorna 50–50 százalékát. Előtte a csatorna többségi tulajdonosa a Lagardère Group volt 60%-kal, illetve a France Télévisions 40%-kal.

## Magyarok a Mezzón
2003-ban a Mezzo TV első ízben vetített Magyarországon készült operaprodukciót: Alföldi Róbert rendezésében a Szegedi Szabadtéri Játékokon bemutatott Gounod: Faust című előadását. Eötvös Péter Kossuth-díjas zeneszerző és karmester 60. születésnapjának tiszteletére pedig A három nővér című operáját sugározták. Ezen felül többször közvetítették Kocsis Zoltán, Schiff András, Fischer Iván, Baráth Emőke és Madaras Gergely koncertjeit, utóbbinak a Tempo Madaras című portréfilmjét is.

## Műholdas vételi lehetőségek
- Műhold: Intelsat 10-02
- Pozíció: nyugati 1 fok
- Transzponder: BSS04/C04
- Moduláció: DVB-S / QPSK, MPEG-2
- Frekvencia: 12,687 MHz
- Polarizáció: Horizontális
- Symbol Rate: 27,500 MS/s
- FEC: 3/4
- Service ID: 1008
- Video PID: 508
- Audio PID: 658
- PCR: 508
- Titkosítás: Nagravision 3